# Prague (Oklahoma)
Prague è una città degli Stati Uniti, situata nello Stato dell'Oklahoma, nella contea di Lincoln.
Qua nacque il plurisportivo Jim Thorpe.